# Біллі Мартін (тенісист)
Біллі Мартін (англ. Billy Martin; нар. 25 грудня 1956) — колишній американський тенісист.
Найвищу одиночну позицію світового рейтингу — 32 місце досяг 5 березня 1975 року.
Здобув 1 одиночний та 3 парні титули.
Перемагав на турнірах Великого шолома в змішаному парному розряді.
Завершив кар'єру 1982 року.

## Фінали за кар'єру

### Одиночний розряд (1–1)
| Результат | В-П | Дата     | Турнір         | Покриття | Суперник                | Рахунок  |
| --------- | --- | -------- | -------------- | -------- | ----------------------- | -------- |
| Поразка   | 0–1 | Січ 1975 | Бірмінгем, США | Килим    | Джиммі Коннорс          | 4–6, 3–6 |
| Перемога  | 1–1 | Лют 1975 | Літл-Рок, США  | Килим    | Джордж Гарді (тенісист) | 6–2, 7–6 |

### Парний розряд (3–4)
| Результат | В-П | Дата | Турнір                 | Покриття | Партнер                    | Суперники                            | Рахунок       |
| --------- | --- | ---- | ---------------------- | -------- | -------------------------- | ------------------------------------ | ------------- |
| Поразка   | 0–1 | 1976 | Denver WCT, США        | Килим    | Джиммі Коннорс             | Джон Фіцджеральд (тенісист) Філ Дент | 7–6, 2–6, 5–7 |
| Поразка   | 0–2 | 1977 | Birmingham WCT, США    | Килим    | Білл Скенлон               | Войцех Фібак Том Оккер               | 3–6, 4–6      |
| Поразка   | 0–3 | 1977 | Monterrey WCT, Мексика | Килим    | Білл Скенлон               | Росс Кейс Войцех Фібак               | 6–3, 3–6, 4–6 |
| Перемога  | 1–3 | 1977 | Лагуна-Нігел, США      | Тверде   | Чіко Гейгі                 | Пітер Флемінг Трей Волткі            | 6–3, 6–4      |
| Перемога  | 2–3 | 1979 | Брюссель, Бельгія      | Ґрунт    | Пітер Макнамара            | Карлус Кірмайр Балаж Тароці          | 5–7, 7–5, 6–4 |
| Перемога  | 3–3 | 1981 | Бристоль, Англія       | Трава    | Расселл Сімпсон (тенісист) | Джон Остін (тенісист) Йохан Крік     | 6–3, 4–6, 6–4 |
| Поразка   | 3–4 | 1981 | Ньюпорт, США           | Трава    | Кевін Каррен               | Бред Дрюетт Ерік ван Діллен          | 2–6, 4–6      |